# Cecílie Waldecko-Pyrmontská
Cecílie Goëss-Saurau (* 23. srpna 1956, Frohnleiten) je manželka knížete Wittekinda Waldecko-Pyrmontského, současné hlavy knížecího rodu Waldeck-Pyrmont.

## Mládí
Narodila se 23. srpna 1956 ve Frohnleitenu jako páté dítě a druhá dcera hraběte Karl-Anton Goëss-Saurau a jeho manželky baronesy Marie Matildy Melnhofské.

## Manželství
Dne 19. května 1988 se ve Frohnleitenu vdala za prince Wittekinda Waldecko-Pyrmontského, čtvrté dítěte a jediného syna Josiase, dědičného knížete Waldecko-Pyrmontského (syn Fridricha Waldecko-Pyrmontského a princezny Bathildy Schaumbursko-Lippské) a jeho ženy vévodkyně Altburgy Oldenburské (nejmladší dcera Fridricha Augusta II. Oldenburského a vévodkyně Alžběty Alexandriny Meklenbursko-Zvěřínské. Spolu mají 3 syny:
- princ Karl-Anton Waldecko-Pyrmontský (* 3. prosince 1991)
- princ Josias Waldecko-Pyrmontský (* 8. září 1993)
- princ Johannes Waldecko-Pyrmontský (* 8. září 1993)

## Tituly a oslovení
- 23. srpna 1956 – 19. května 1988: Hraběcí milost Cecílie Goëss-Saurau
- 19. května 1988 – současnost: Její Jasnost kněžna Cecílie Waldecko-Pyrmontská